# Goniotipula
Goniotipula is een muggengeslacht uit de familie van de langpootmuggen (Tipulidae).

## Soorten
- G. cuneipennis Alexander, 1921
- G. lindneri Mannheims, 1961